# Gilberto Concepción de Gracia
Gilberto Concepción de Gracia (Vega Alta, 9 de juny de 1909 - Santurce, 15 de març de 1968) fou un polític i advocat porto-riqueny, fundador del Partit Independentista Porto-riqueny el 1948.
Va fundar el Partit Independentista Porto-riqueny Amb qui va ser elegit al Senat de Puerto Rico en les eleccions de 1952 i de 1956. Va ser advocat defensor del líder nacionalista Pedro Albizu Campos i es va destacar pels seus esforços per millorar la situació laboral dels emigrants porto-riquenys a Nova York.
Fill de Ceferino Concepción i Carmen de Gracia, realitzà els estudis primaris al seu poble natal i després es va traslladar a Santurce On va finalitzar la seva educació a l'Escola Superior Central. Durant aquesta època va formar part de la Joventut Nacionalista, adscrita al Partit Nacionalista Porto-riqueny, que estava liderat per Pedro Albizu Campos. Va anar a la Universitat de Puerto Rico a Río Piedras i el 1932 després de graduarse Administració d'Empreses i Dret, va començar a exercir com a advocat.